# بول باتيستا
بول باتيستا (بالإنجليزية: Paul Batista)‏ (9 ديسمبر 1948، ميلفورد في الولايات المتحدة)؛ محامي وروائي أمريكي. درس في كلية بودوين.